# ابو عجوه
ابو عجوه (به عربی: أبو عجوة) یک روستا در سوریه است که در ناحیه حمرا واقع شده‌است. ابو عجوه ۶۹۳ نفر جمعیت دارد.